# Saltus duriusculus
Saltus duriusculus (lat. „etwas harter Sprung“) ist eine musikalische Figur bei Christoph Bernhard und bezeichnet einen ungewöhnlichen, meist verminderten Sprung der Melodie abwärts. Dieser kann über eine Sexte, Septime, oder ein vermindertes (z. B. in einen Tritonus), bzw. übermäßiges Intervall erfolgen und wurde zur Darstellung der Falschheit verwendet. Die Figur ist eng verwandt mit dem Passus duriusculus und kann auch kombiniert mit diesem erscheinen, z. B. in der Arie „Buß und Reu“ in der Matthäuspassion von Johann Sebastian Bach.

## Quelle
- Christoph Bernhard: Tractatus compositionis augmentatus. Ms. (Online-Edition Bernhard Lang).